# Comté de Noble (Oklahoma)
Pour les articles homonymes, voir Comté de Noble.
Le comté de Noble est un comté situé dans l'État de l'Oklahoma aux États-Unis. Le siège du comté est Perry. Selon le recensement de 2000, sa population est de 11 411 habitants.

## Comtés adjacents
- Comté de Kay (nord)
- Comté d'Osage (nord-est)
- Comté de Pawnee (est)
- Comté de Payne (sud)
- Comté de Logan (sud-ouest)
- Comté de Garfield (ouest)

## Principales villes
- Billings
- Marland
- Morrison
- Perry
- Red Rock